# Death in Venice
La Mort à Venise
Pour les articles homonymes, voir Mort à Venise (homonymie).

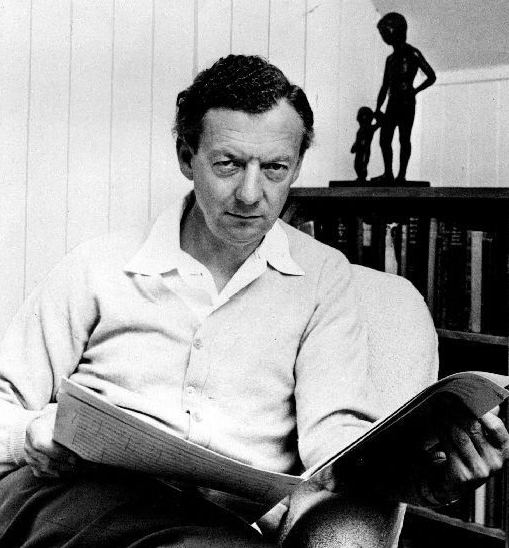
Benjamin Britten.

Death in Venice (en français La Mort à Venise), op. 88, est un opéra du compositeur britannique Benjamin Britten, sur un livret de Myfanwy Piper, créé en 1973 à Aldeburgh. L'histoire est inspirée de la nouvelle éponyme de Thomas Mann, La Mort à Venise.

## Historique

### Création
L'opéra a été créé le 16 juin 1973 à Snape Maltings pendant le festival d'Aldeburgh, sous la direction de Steuart Bedford avec l'Orchestre de chambre anglais. Le ténor Peter Pears (par ailleurs compagnon de Benjamin Britten) jouait le rôle d'Aschenbach, tandis que le baryton John Shirley-Quirk interprétait huit rôles différents. Tadzio y est un danseur muet, accompagné par de la musique de gamelan, symbolisant une impossible communication entre les deux personnages majeurs.
Le succès de l'ouvrage est assez mitigé mais la gestion musicale du rôle d'Aschenbach semble quand même attirer l'attention. La production est reprise la même année au Covent Garden de Londres en octobre. Un enregistrement intégral est effectué avec la distribution de la production, paru chez Decca Records en trois disques.

## Description
Le livret, distribué en deux actes et dix-sept tableaux, suit de près l'histoire originelle du roman.

### Rôles et distribution lors de la création
| Rôle principaux | Voix                   | Créateurs               |
| --- | ---------------------- | ----------------------- |
| Gustav von Aschenbach | ténor                  | Peter Pears             |
| Le voyageur / le vieux dandy / le vieux gondolier / le directeur de l'hôtel / le barbier / le chef des acteurs / voix de Dionysos | baryton                | John Shirley-Quirk      |
| La voix d'Apollon | contreténor            | James Bowman            |
| Petits rôles | ''                     | ''                      |
| Le portier de l'hôtel | ténor                  | Thomas Edmonds          |
| La batelier | baryton                | Michael Bauer           |
| Le serveur de l'hôtel | baryton                | Stuart Harling          |
| La mère russe | soprano                | Alexandra Browning      |
| Le père russe | basse                  | Michael Follis          |
| La mère allemande | mezzo-soprano          | Angela Vernon Bates     |
| Le guide | baryton                | Robert Carpenter Turner |
| L'employé anglais | baryton                | Peter Leeming           |
| La gouvernante | soprano                | Anne Kenward            |
| La vendeuse de fraises | soprano                | Iris Saunders           |
| La vendeuse de dentelles | soprano                | Sheila Brand            |
| Le vendeur de journaux | soprano                | Anne Wilkens            |
| Le verrier | ténor                  | Stephen James Adams     |
| Promeneur 1 | ténor                  | Neville Williams        |
| Promeneur 2 | mezzo-soprano          | Penelope Mackay         |
| Rôles dansés | Danse                  | ''                      |
| La mère polonaise | La mère polonaise      | Deanne Bergsma          |
| Tadzio, son fils | Tadzio, son fils       | Robert Huguenin         |
| Sœur de Tadzio 1 | Sœur de Tadzio 1       | Elisabeth Griffiths     |
| Sœur de Tadzio 2 | Sœur de Tadzio 2       | Melanie Phillips        |
| Jaschiu, ami de Tadzio | Jaschiu, ami de Tadzio | Nicolas Kirby           |
| Marchands, musiciens, acrobates, gondoliers                                                                                       |                        |                         |

## Commentaires
D'après Renaud Machart, « le livret est beaucoup plus fidèle à l'original que ne l'est le scénario » du film homonyme de Luchino Visconti. Opéra testamentaire, il s'attache surtout à décrire une passion muette et intérieure, à savoir le drame vécu par le personnage principal, sa solitude totale, son isolement dans une atmosphère d'émotion morbide, d'où une succession de libres récitatifs et airs très méditatifs, d'un lyrisme sobre. On retrouve les inventions mélodiques, les procédés rythmiques et le goût des sonorités rares chers à Britten, en particulier dans l'orchestration : par exemple, le rôle dansé (donc muet) de Tadzio est baigné du halo des percussions, du célesta et du gamelan balinais, que le compositeur avait connu dans ses voyages des années 1950. La mer est également présente, mais à la différence de Peter Grimes, où elle apparaissait à la fois violente et mortelle, ici, elle ne fait qu'accompagner les jeux de plage et l'image radieuse de Tadzio. L'essentiel se trouve dans les canaux pestilentiels de la « Venise ambiguë » (Thomas Mann) qui accompagnent une déchéance physique et morale, la remise en question par un artiste de son œuvre, le sentiment de s'être trompé dans la quête de la beauté et de l'idéal. Originalité de la partition : les sept personnages que croise Aschenbach à Venise (le voyageur, le vieux dandy, le vieux gondolier, le directeur de l'hôtel, le barbier de l'hôtel, le chef des acteurs, la voix de Dionysos) sont interprétés par un même baryton ; ils apparaissent tous comme les doubles maléfiques du compositeur, le conduisant lentement vers la mort.